# Controversy (álbum)
Controversy es el cuarto álbum de estudio del músico estadounidense Prince, publicado el 14 de octubre de 1981 a través de Warner Records. En gran parte, el álbum continúa con la línea de su predecesor Dirty Mind. El tema que da título al disco es un funk, donde Prince se muestra agobiado por la atención que le dan los medios. Do Me, Baby es una balada con el característico falsete del artista.

## Lista de canciones
Todas escritas por Prince.

### Lado A
1. "Controversy" – 7:15
2. "Sexuality" – 4:21
3. "Do Me, Baby" – 7:43

### Lado B
1. "Private Joy" – 4:29
2. "Ronnie, Talk to Soviet Union" – 1:58
3. "Let's Work" – 3:54
4. "Annie Christian" – 4:22
5. "Jack U Off" – 3:09